# ジム・デミント
ジェームズ・ウォーレン・“ジム”・デミント（James Warren "Jim" DeMint、1951年9月2日 - ）は、アメリカ合衆国の政治家である。サウスカロライナ州第4区選出アメリカ合衆国下院議員・アメリカ合衆国上院議員を経て、現在はヘリテージ財団の所長を務める。所属政党は共和党で、宗教は長老派である。
高校時代からの恋人であるデビー夫人と結婚しており、4人の子供がいる。尊敬する政治家は40代目アメリカ合衆国大統領ロナルド・レーガンである。

## 経歴

### 政界入りまで
1951年9月2日にサウスカロライナ州グリーンビルでトーマス・ユージーン・デミントとベティ・W・デミントの間に、4人兄弟の1人として誕生する。5歳の時に両親が離婚し、それ以後は母であるベティのもとで育てられた。ベティは離婚後に自宅の外で社交ダンス教室を開業・経営して生計を立てており、若い頃のデミントは母のダンス教室で（レッスン中生徒の）パートナー役の人手が必要になるたびに、母の求めもあってパートナー役を務め、教室の運営を助けていたという。
高校卒業までグリーンビルで過ごした後はテネシー大学に進学し、1973年に学士号を取得して卒業する。また、この年に高校時代からの恋人であったデビー夫人と結婚している。さらにその後クレムゾン大学に進み、1981年に経営学修士号（MBA）を取得して卒業すると、故郷のグリーンビルに戻り、紙のセールスマンとして働き始める。そして2年後の1983年には、グリーンビルを拠点にマーケティングリサーチ会社「デミント・グループ」を設立し独立している。彼は1998年の中間選挙で当選し、政界入りを果たすまで同社のCEOを務めた。

### 政界での経歴
デミントが政界へ転身したのは、1998年の中間選挙でのことである。この時、連邦議会下院のサウスカロライナ州第4選挙区（第4区）では、現職のボブ・イングリス下院議員（共和党）が上院選に鞍替え出馬するため、第4区の共和党候補者の座が空席となった。デミントは、これまでイングリス議員の選挙活動を支援・補佐してきた経験もあり、第4区は地元・グリーンビルを含むこの第4区の議席を狙い同選挙に出馬すると、圧勝で見事下院議員の地位を勝ち取る。下院議員としては、初当選時に共和党の1年生下院議員が所属する議員連盟（「フレッシュマン・クラス」と通称される）の代表を務めたほか、政策的には「小さな政府」を支持する保守派として社会保障財源の転用を主導したほか、自由貿易推進派の1人としても大きな役割を担った。その政策、特に自由貿易推進については選挙区内の繊維業者から強い批判があったものの、2000年、2002年の選挙でも圧倒的な得票を得て再選を果たし、通算3期6年にわたって下院議員を務めた。

3期6年に渡って連邦下院議員を務めてきたデミントであるが、当初から公約として「下院議員は3期6年以上務めない」という任期制限を掲げていたため、2004年に予定されていた下院選には出馬しない方向であった。下院選に出馬しない場合は、上院選挙へ鞍替え出馬するかそのまま引退して民間に戻るかの選択肢を検討しなければならないが、ちょうどこの下院選と同時に実施される上院選について、当時の現職で民主党保守派の大御所であるアーネスト・ホリングス連邦上院議員が不出馬・引退を表明していた。デミントはこれを契機に上院に鞍替えすることを決め、共和党内の予備選挙に出馬する。共和党内での予備選挙はデミント以外にもサウスカロライナ州のデイヴィッド・ビーズリー元州知事などが出馬し、ビーズリー元知事を筆頭に泡沫候補を除けば、サウスカロライナ州のチャーリー・コンドン元司法長官と実業家（不動産開発会社経営）のトーマス・ラヴェネルの4人での争いになった。
第1回目の投票では、ビーズリーに次ぐ2位（得票率26.3パーセント）に敗れるものの、首位のビーズリーを含め過半数以上の票を獲得できた候補者がおらず、候補者決定は決選投票へと持ち越されることになった。決選投票では、第1回投票でデミントに次ぐ3位・4位に敗れたラヴェネル、コンドン両候補の支持層を取り込み、ビーズリーを破り公認を勝ち取る。その後の本選挙では主要な対立候補である民主党のサウスカロライナ州のアイネズ・テネンバウム教育長官ら6人での争いとなった中、早々と当選を決める。このデミントの当選により、サウスカロライナ州では先任のリンゼー・グラム議員も含め、上院の議席を2つとも共和党員が占めることとなった。サウスカロライナ州の上院議席を共和党が独占するのは、南北戦争後のレコンストラクション期にトーマス・ロバートソンとジョン・パターソンが4年間にわたって共に上院議員を務めた時以来のことである。

## 政策
政治的スタンスは、政界きっての保守派として知られており、近年では草の根保守運動として活動が活発になっているティーパーティー運動から熱烈な支持を受けている。

### 外交・安全保障
外交・安全保障政策においては、イラク戦争を含め、アメリカ主導の対テロ戦争には一貫して支持している。下院議員時代には、イラクへの武力行使を可能とする決議にも賛成票を投じているほか、2007年に実施されたイラクへの兵力増強も強く支持した。また、軍拡を進めるイランの脅威に対抗するためミサイル防衛の構築を訴え、ミサイル発射基地の建設を目指していたポーランドが政権交代によって消極姿勢に転じたことを懸念している（ポーランドは、南オセチア紛争後、ロシアの覇権主義に対する懸念から同防衛網に賛成に転じている）。
また、ヒラリー・クリントンの国務長官指名に関しては、外国からの献金疑惑を理由に反対票を投じた。

### 司法
また、連邦最高裁判事の指名人事については、ジョージ・W・ブッシュ政権時代に指名された保守派のジョン・ロバーツ、サミュエル・アリート両判事の指名承認には賛成票を投じている。その一方で、バラク・オバマ政権下で指名されたリベラル派のソニア・ソトマイヨール、エレナ・ケイガン両判事の指名承認には反対票を投じている。

### 経済・内政
経済政策では、「自己責任」・「自助努力」を旨とした小さな政府の支持者である。その市場重視の観点に基づき、2008年12月にクライスラーなどアメリカの自動車大手「ビッグスリー」への救済が論議となった際には、自己責任論の観点から反対論をぶち上げ、廃案への流れを作る。2007年にはエドワード・ケネディ上院議員らが目指した不法移民合法化反対の急先鋒として、同法案否決への流れを作る。
2008年アメリカ合衆国大統領選挙においては、ミット・ロムニー前マサチューセッツ州知事支持を早い段階で表明していた。

## 2010年上院選
2010年11月に行われた中間選挙で、デミントは早くから再選を期す考えを明らかにし、同年6月8日に実施された共和党予備選では83%の得票で圧勝・後任を獲得した。同年の中間選挙をめぐっては共和・民主両党で激しい現職・多選・高齢批判が渦巻いたが、デミントは保守運動・ティーパーティー運動に早い段階で理解を示し、共闘してきた経緯があるため圧勝につながった。同年11月の本選挙で民主党候補の2倍以上の得票を獲得して圧勝、2017年1月までの任期がスタートした。